# Educação no Equador
A educação no Equador é obrigatória até o nível básico (educação primária e secundária), dos 5 aos 14 anos, e gratuita até o bachillerato ou equivalente. A educação é regulada pelo Ministério da Educação. Os custos da educação básica são pagos pelo governo, mas as famílias normalmente possuem despesas adicionais como taxas e custos de transporte. As provisões das escolas públicas estão a um nível bem menor do que o necessário, e em 2000 os recursos continuaram a diminuir, tanto em termos reais como na proporção do produto interno bruto.. O tamanho das turmas normalmente é bem grande. Apesar de gratuito as famílias de poucos recursos normalmente acham necessário pagar pela educação.

## Sistema educacional
O ensino tem dois regimes: costa e serra. ao regime costa pertence o litoral e as ilhas Galápagos, e as classes começam no início de abril e terminam em janeiro ou fevereiro do ano seguinte. O regime serra compreende a região interandina e a amazônia, inicia as aulas em setembro e finaliza em junho ou julho do próximo ano.
É próprio de cada instituição de ensino, seja qual for sua origem, escolher o desenho do uniforme escolar, cujo uso é muito comum no país. Em tempos modernos alguns poucos centros de sustentação privada permitem que seus alunos usem roupa casual e omitem os regimes.

### Educação infantil
A educação infantil não é obrigatória no Equador.

### Educação primária
A educação primária possui duração de 7 anos, com as crianças começando os estudos ao redor dos 5 anos.

### Educação secundária
A educação secundária possui duração de 3 anos, indo da 8ª à 10ª série, com as crianças terminando por volta dos 15 anos.

### Bachillerato
É uma especialização que se realiza após os 10 anos de educação básica e antes da educação superior. Esta especialização pode ser: físico-matemática, químico-biológicas, sociais ou técnicas. Possuem duração de 3 anos. O estudante se gradua então com o nome de bachiller na sua especialização.

### Ensino superior
O Equador tem 61 universidades, muitas das quais oferecem cursos de graduação, apesar de 87% das faculdades das universidades públicas também possuem cursos de graduação. Cerca de 300 institutos oferecem dois ou três anos de especialização pós-secundário ou treinamento técnico.

## Cobertura e Qualidade
Em 1996 o índice de crianças matriculadas na escola primária era de 96,9%, e 71,8% das crianças continuavam estudando até a quinta série. Este índice não estava disponível no país em 2001. Embora o índice de crianças matriculadas indique um nível de comprometimento com a educação, o valor nem sempre reflete a participação das crianças na escola.